# میتسوبیشی زیرو

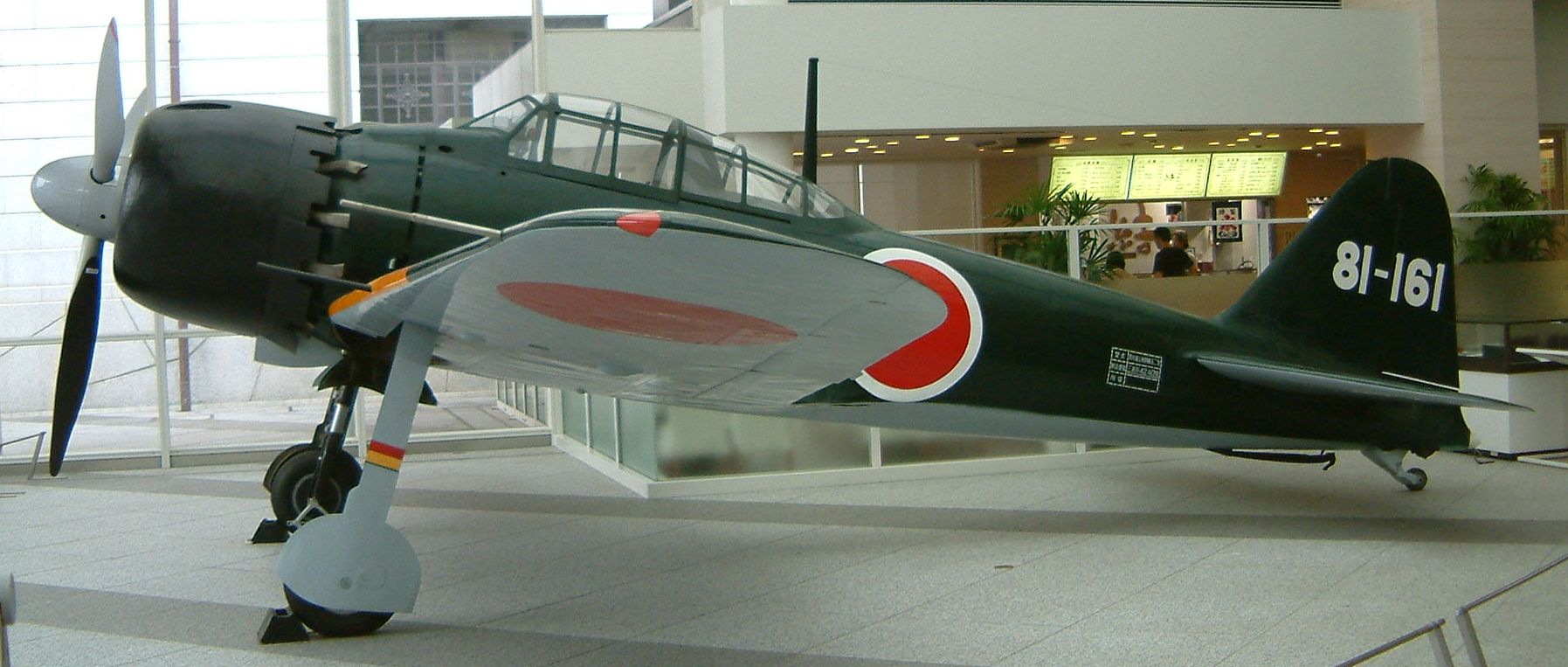
میتسوبیشی آ۶م «زیرو» مدل ۵۲

زیرو جنگنده سبک و دورپرواز ژاپن در جنگ جهانی دوم بود. این هواپیما ساخت شرکت میتسوبیشی بود و برای پرواز از روی ناو هواپیمابر طراحی شده بود. زیرو در نبردهای اقیانوس آرام هواپیمای اصلی نیروی دریایی امپراتوری ژاپن به‌شمار می‌رفت.
نیروهای متفقین به آن «زیرو» (به معنی «صفر») می‌گفتند که از نام آن در نیروی دریایی ژاپن (جنگنده ناو هواپیمابر صفر) گرفته شده بود.
زیرو در ابتدای جنگ از نظر برد (بیش از ۳۰۰۰ کیلومتر) فراتر از تمامی هواپیماهای دیگر و سرعت (۶۰۰ کیلومتر در ساعت) و مانورپذیری برترین هواپیمای جنگنده دنیا بود.
این هواپیما بعداً ستون اصلی حملات کامیکازه شد.